# Tillandsia brachyphylla
Tillandsia brachyphylla là một loài thuộc chi Tillandsia. Đây là loài đặc hữu của Brasil.

## Hình ảnh

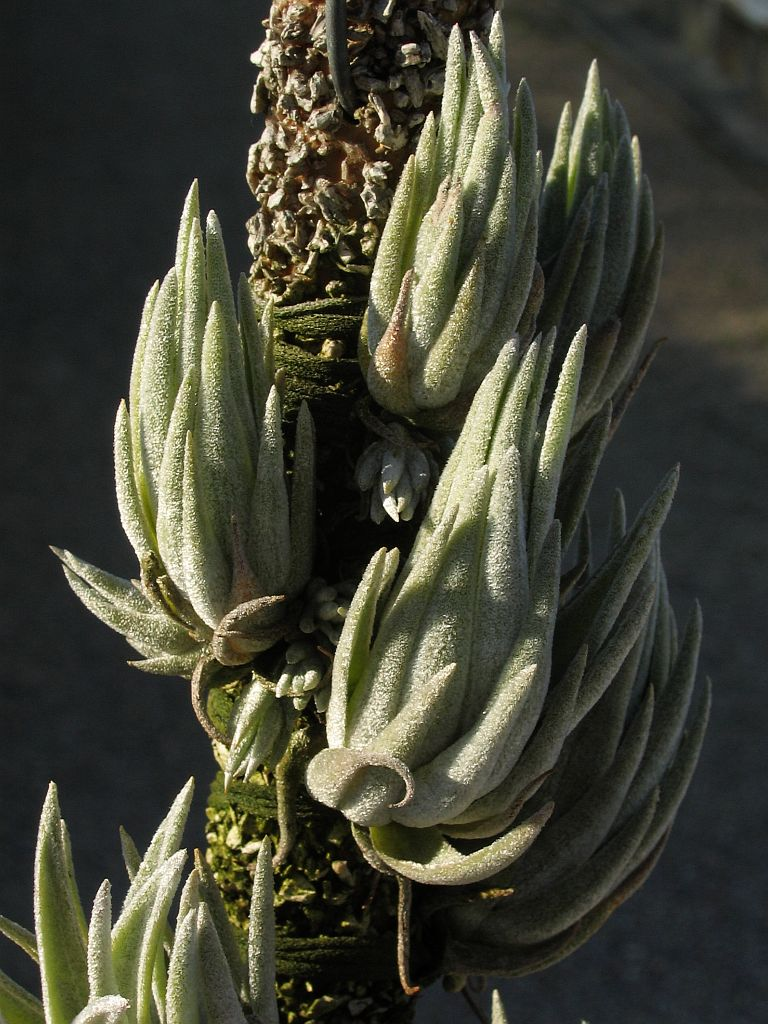